# 仙台市立台原中学校
仙台市立台原中学校（せんだいしりつ だいのはらちゅうがっこう）は、宮城県仙台市青葉区台原五丁目にある公立中学校。通称は「台中」（だいちゅう）。

## 学区
- 仙台市立台原小学校、旭丘小学校、仙台市立小松島小学校学区

## 概要
1962年（昭和37年）に、周辺地域の中学校の児童数増加に対応するために開校した。仙台北学区に属する。校地は台原陸軍射撃場（仙台台原小銃射撃場）の的となった的場山（標高約700m）の山頂付近を占めている。地理的には環太平洋造山帯上の陸地に位置し、海からは近い。屋上からは太平洋を望む事ができる。しかし実質は立ち入りが禁止されているので頻繁には望めない事が明らかになっている。文武両道を目標にしている。
校歌は扇畑忠雄作詞、福井文彦作曲。

## 沿革
- 1962年（昭和37年）
  - 10月1日 - 開校。
  - 10月10日 - 開校式挙行。
  - 11月1日 - 校章・帽章成る。
  - 11月26日 - 校舎落成並びに開校披露式。
- 1963年（昭和38年）9月13日 - 校歌制定。
- 1966年（昭和41年）9月1日 - 噴水（希望の泉）設置。
- 1972年（昭和47年）9月10日 - 創立10周年記念式典挙行。
- 1982年（昭和57年）9月29日 - 創立20周年記念式典挙行。
- 1985年（昭和60年）4月1日　- 仙台市立幸町中学校が分離開校
- 1992年（平成4年）
  - 4月11日 - 奨励服制定（創立30周年記念)
  - 9月30日 - 創立30周年記念式典挙行。
- 1995年（平成7年）7月8日 - 陶芸窯新設。
- 2001年（平成13年）8月1日 - 旧校舎解体。
- 2002年（平成14年）
- 2003年（平成15年）
  - 2月28日 - 新校舎完成。新体育館入口に丸瓦レリーフ完成。
  - 9月19日 - 新校舎落成・創立40周年記念事業石彫モニュメント除幕式。
  - 10月3日 - 新校舎落成・創立40周年記念式典挙行。
- 2013年（平成25年）11月15日 - 創立50周年記念式典挙行。

## 学校教育目標
心身ともに健全で、未来に向かってたくましく伸びていく人間性豊かな生徒の育成

## 部活動
- 運動部 - 野球、サッカー、陸上競技、ソフトテニス、バスケットボール、バレーボール、バドミントン、卓球、剣道
- 文化部 - 吹奏楽、合唱、アート・クラフト

## 生徒数・学級数
| 年度                      | 生徒数 | 増減 | 学級数 | 増減 | 備考       | 出典   |
| ------------------------- | ------ | ---- | ------ | ---- | ---------- | ------ |
| 2001（平成13）年度        | 601    |      | 20     |      |            | [ 1 ]  |
| 2002（平成14）年度        | 595    |      | 20     | 0    | 創立40周年 | [ 2 ]  |
| 2003（平成15）年度        | 584    |      | 18     | -2   | 新校舎竣工 | [ 3 ]  |
| 2004（平成16）年度        | 580    |      | 19     | -1   |            | [ 4 ]  |
| 2005（平成17）年度        | 556    |      | 19     | 0    |            | [ 5 ]  |
| 2006（平成18）年度        | 544    |      | 19     | 0    |            | [ 6 ]  |
| 2007（平成19）年度        | 561    |      | 19     | 0    |            | [ 7 ]  |
| 2008（平成20）年度        | 577    |      | 19     | 0    |            | [ 8 ]  |
| 2009（平成21）年度        | 589    |      | 19     | 0    |            | [ 9 ]  |
| 2010（平成22）年度        | 587    |      | 20     | +1   |            | [ 10 ] |
| 2011（平成23）年度        | 576    |      | 19     | -1   |            | [ 11 ] |
| 2012（平成24）年度        | 572    |      | 19     | 0    | 創立50周年 | [ 12 ] |
| 2013（平成25）年度        | 577    |      | 20     | +1   |            | [ 13 ] |
| 2014（平成26）年度        | 624    |      | 21     | +1   |            | [ 14 ] |
| 2015（平成27）年度        | 607    |      | 23     | +2   |            | [ 15 ] |
| 2016（平成28）年度        | 582    |      | 21     | -2   |            | [ 16 ] |
| 2017（平成29）年度        | 530    |      | 18     | -3   |            | [ 17 ] |
| 2018（平成30）年度        | 537    |      | 20     | +2   |            | [ 18 ] |
| 2019（平成31/令和元）年度 | 536    |      | 20     | 0    |            | [ 19 ] |
| 2020（令和2）年度         | 545    |      | 20     | 0    |            | [ 20 ] |
| 2021（令和3）年度         | 536    |      | 19     | 0    |            | [ 21 ] |
| 2022（令和4）年度         | 504    |      | 18     | -1   | 創立60周年 | [ 22 ] |
| 2023（令和5）年度         | 523    |      | 21     | +3   |            | [ 23 ] |
| 2024（令和6）年度         | 539    |      | 22     | +1   |            | [ 24 ] |

## 学区
旭ヶ丘1〜4丁目、北根黒松（1、2番、3〜18番、）、北根1〜3丁目、小松島2〜4丁目、台原森林公園、台原2〜5、7丁目、堤町1丁目（5〜9番、10番《一部》）、堤町2丁目（1番《一部》、3番、10番、11番《一部》、12番、13番）、堤町3丁目（1〜29番）、葉山町（1番）

## 出身著名人
- 荒木飛呂彦 - 漫画家

## 所在地
〒981-0911 宮城県仙台市青葉区台原5丁目19-1

## アクセス
- 仙台市地下鉄南北線・台原駅より徒歩3分